# Leichtathletik-Weltmeisterschaften 1993/400 m der Männer

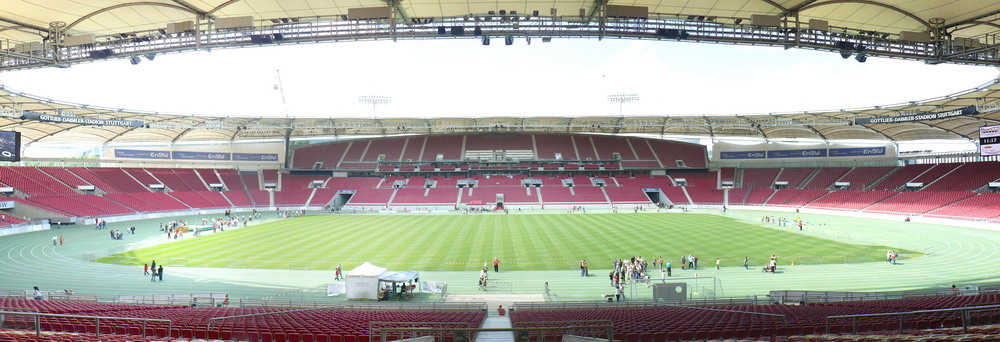
Das Stuttgarter Gottlieb-Daimler-Stadion im Jahr 2007

Der 400-Meter-Lauf der Männer bei den Leichtathletik-Weltmeisterschaften 1993 wurde vom 14. bis 17. August 1993 im Stuttgarter Gottlieb-Daimler-Stadion ausgetragen.
Die US-amerikanischen Athleten erzielten in diesem Wettbewerb einen Doppelsieg. Weltmeister wurde der dominante 200 und 400-Meter-Läufer der 1990er Jahre Michael Johnson. Vor diesen Weltmeisterschaften war er 1991 über 200 Meter Weltmeister geworden und war 1992 Mitglied der 4-mal-400-Meter-Staffel seines Landes. Auch hier in Stuttgart errang er mit der US-amerikanischen Staffel eine zweite WM-Goldmedaille, seine bis dahin dritte insgesamt. Er gewann vor dem Olympiazweiten von 1988, WM-Dritten von 1987 und Weltrekordinhaber Harry Reynolds, der 1988 als Mitglied der 4-mal-400-Meter-Staffel seines Landes außerdem eine olympische Goldmedaille errungen hatte und hier wie Johnson auch über 4 × 400 Meter Weltmeister wurde. Bronze ging an den kenianischen Olympiadritten von 1992 Samson Kitur. Eine zweite Bronzemedaille für ihn gab es am Schlusstag über 4 × 400 Meter.

## Rekorde

### Bestehende Rekorde
| Weltrekord               | 43,29 s | Harry Reynolds    | Zürich, Schweiz         | 17. August 1988   |
| Weltmeisterschaftsrekord | 44,26 s | Innocent Egbunike | WM 1987 in Rom, Italien | 1. September 1987 |

### Rekordverbesserung
Der US-amerikanische Weltmeister Michael Johnson verbesserte den bestehendenWM-Rekord im Finale am 17. August um 61 Hundertstelsekunden auf 43,65 s.

## Vorrunde
5. August 1993, 17:35 Uhr
Die Vorrunde wurde in sechs Läufen durchgeführt. Die ersten vier Athleten pro Lauf – hellblau unterlegt – sowie die darüber hinaus acht zeitschnellsten Läufer – hellgrün unterlegt – qualifizierten sich für das Viertelfinale. So schieden von vierzig angetretenen Sportlern nur acht aus.

### Vorlauf 1
14. August 1993, 13:15 Uhr
| Platz | Name               | Nation              | Zeit (s) |
| ----- | ------------------ | ------------------- | -------- |
| 1     | Michael Johnson    | USA                 | 45,60    |
| 2     | Norberto Téllez    | Kuba                | 45,79    |
| 3     | Ian Morris         | Trinidad und Tobago | 45,80    |
| 4     | Dmitri Golowastow  | Russland            | 45,97    |
| 5     | Du’aine Ladejo     | Großbritannien      | 46,17    |
| 6     | Gholamreza Sistani | Iran                | 48,27    |
| 7     | Livingstone Roach  | St. Kitts und Nevis | 48,72    |

### Vorlauf 2
14. August 1993, 13:22 Uhr
| Platz | Name                | Nation     | Zeit (s) |
| ----- | ------------------- | ---------- | -------- |
| 1     | Jean-Louis Rapnouil | Frankreich | 45,63    |
| 2     | Kennedy Ochieng     | Kenia      | 45,68    |
| 3     | Roberto Hernández   | Kuba       | 46,01    |
| 4     | Andrea Nuti         | Italien    | 46,59    |
| 5     | Keteng Baloseng     | Botswana   | 47,93    |
| DNS   | Slobodan Branković  | IWP        |          |
| DNS   | Ilir Xhanari        | Albanien   |          |

### Vorlauf 3
14. August 1993, 13:29 Uhr
| Platz | Name             | Nation              | Zeit (s) |
| ----- | ---------------- | ------------------- | -------- |
| 1     | Sunday Bada      | Nigeria             | 45,98    |
| 2     | Gregory Haughton | Jamaika             | 46,10    |
| 3     | Patrick Delice   | Trinidad und Tobago | 46,16    |
| 4     | Sadek Boumendil  | Algerien            | 46,37    |
| 5     | Shigekazu Omori  | Japan               | 47,17    |
| 6     | Roger Jordan     | Barbados            | 47,75    |
| 7     | Francisco Flores | Honduras            | 50,86    |

### Vorlauf 4
14. August 1993, 13:36 Uhr
| Platz | Name               | Nation  | Zeit (s) |
| ----- | ------------------ | ------- | -------- |
| 1     | Simon Kemboi       | Kenia   | 45,91    |
| 2     | Quincy Watts       | USA     | 45,94    |
| 3     | Ibrahim Hassan     | Ghana   | 46,61    |
| 4     | Benyounes Lahlou   | Marokko | 46,64    |
| 5     | Jean-Claude Yekpe  | Benin   | 46,92    |
| 6     | Raymundo Escalante | Mexiko  | 48,03    |
| 7     | Stephen Lugor      | Sudan   | 48,72    |

### Vorlauf 5
14. August 1993, 13:43 Uhr
| Platz | Name               | Nation          | Zeit (s) |
| ----- | ------------------ | --------------- | -------- |
| 1     | Harry Reynolds     | USA             | 45,34    |
| 2     | Ibrahim Ismail     | Katar           | 45,48    |
| 3     | Solomon Amegatcher | Ghana           | 45,68    |
| 4     | Ade Mafe           | Großbritannien  | 46,25    |
| 5     | Francis Ogola      | Uganda          | 46,53    |
| 6     | Anton Iwanow       | Bulgarien       | 46,84    |
| DNF   | Baobo Neuendorf    | Papua-Neuguinea |          |

### Vorlauf 6
14. August 1993, 13:50 Uhr
| Platz | Name            | Nation              | Zeit (s) |
| ----- | --------------- | ------------------- | -------- |
| 1     | Samson Kitur    | Kenia               | 45,71    |
| 2     | Neil de Silva   | Trinidad und Tobago | 45,74    |
| 3     | Evon Clarke     | Jamaika             | 45,92    |
| 4     | Rico Lieder     | Deutschland         | 46,16    |
| 5     | Troy Douglas    | Bermuda             | 46,17    |
| 6     | Cayetano Cornet | Spanien             | 46,57    |
| 7     | Kossi Akoto     | Togo                | 47,91    |

## Viertelfinale
Aus den vier Viertelfinalläufen qualifizierten sich die jeweils ersten vier Athleten – hellblau unterlegt – für das Halbfinale.

### Viertelfinallauf 1
15. August 1993, 19:50 Uhr
| Platz | Name                | Nation              | Zeit (s) |
| ----- | ------------------- | ------------------- | -------- |
| 1     | Quincy Watts        | USA                 | 45,07    |
| 2     | Simon Kemboi        | Kenia               | 45,22    |
| 3     | Neil de Silva       | Trinidad und Tobago | 45,50    |
| 4     | Rico Lieder         | Deutschland         | 45,66    |
| 5     | Jean-Louis Rapnouil | Frankreich          | 45,69    |
| 6     | Sadek Boumendil     | Algerien            | 45,91    |
| 7     | Cayetano Cornet     | Spanien             | 46,46    |
| DSQ   | Francis Ogola       | Uganda              |          |

### Viertelfinallauf 2
15. August 1993, 19:55 Uhr
| Platz | Name               | Nation         | Zeit (s) |
| ----- | ------------------ | -------------- | -------- |
| 1     | Samson Kitur       | Kenia          | 45,02    |
| 2     | Sunday Bada        | Nigeria        | 45,21    |
| 3     | Gregory Haughton   | Jamaika        | 45,48    |
| 4     | Solomon Amegatcher | Ghana          | 45,59    |
| 5     | Dmitri Golowastow  | Russland       | 46,00    |
| 6     | Ade Mafe           | Großbritannien | 46,03    |
| 7     | Jean-Claude Yekpe  | Benin          | 47,09    |
| 8     | Shigekazu Omori    | Japan          | 47,42    |

### Viertelfinallauf 3

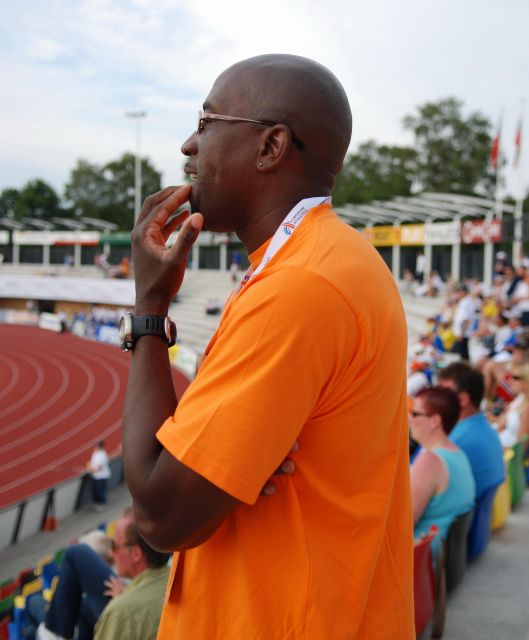
Troy Douglas verpasste das Halbfinale um einen Rang bzw. sechs Hundertstelsekunden

15. August 1993, 20:00 Uhr
| Platz | Name            | Nation              | Zeit (s) |
| ----- | --------------- | ------------------- | -------- |
| 1     | Michael Johnson | USA                 | 44,72    |
| 2     | Ibrahim Ismail  | Katar               | 44,95    |
| 3     | Evon Clarke     | Jamaika             | 45,32    |
| 4     | Norberto Téllez | Kuba                | 45,51    |
| 5     | Troy Douglas    | Bermuda             | 45,57    |
| 6     | Patrick Delice  | Trinidad und Tobago | 45,70    |
| 7     | Anton Iwanow    | Bulgarien           | 45,93    |
| 8     | Andrea Nuti     | Italien             | 46,77    |

### Viertelfinallauf 4
15. August 1993, 20:05 Uhr
| Platz | Name              | Nation              | Zeit (s) |
| ----- | ----------------- | ------------------- | -------- |
| 1     | Harry Reynolds    | USA                 | 44,71    |
| 2     | Kennedy Ochieng   | Kenia               | 44,90    |
| 3     | Ian Morris        | Trinidad und Tobago | 45,90    |
| 4     | Du’aine Ladejo    | Großbritannien      | 46,51    |
| 5     | Roger Jordan      | Barbados            | 46,89    |
| 6     | Benyounes Lahlou  | Marokko             | 47,83    |
| DNS   | Ibrahim Hassan    | Ghana               |          |
| DNS   | Roberto Hernández | Kuba                |          |

## Halbfinale
Aus den beiden Halbfinalläufen qualifizierten sich die jeweils ersten vier Athleten – hellblau unterlegt – für das Finale.

### Halbfinallauf 1
16. August 1993, 19:20 Uhr
| Platz | Name            | Nation              | Zeit (s) |
| ----- | --------------- | ------------------- | -------- |
| 1     | Quincy Watts    | USA                 | 44,63    |
| 2     | Harry Reynolds  | USA                 | 44,82    |
| 3     | Simon Kemboi    | Kenia               | 44,94    |
| 4     | Kennedy Ochieng | Kenia               | 45,01    |
| 5     | Evon Clarke     | Jamaika             | 45,19    |
| 6     | Norberto Téllez | Kuba                | 46,17    |
| 7     | Du’aine Ladejo  | Großbritannien      | 46,33    |
| DNS   | Ian Morris      | Trinidad und Tobago |          |

### Halbfinallauf 2

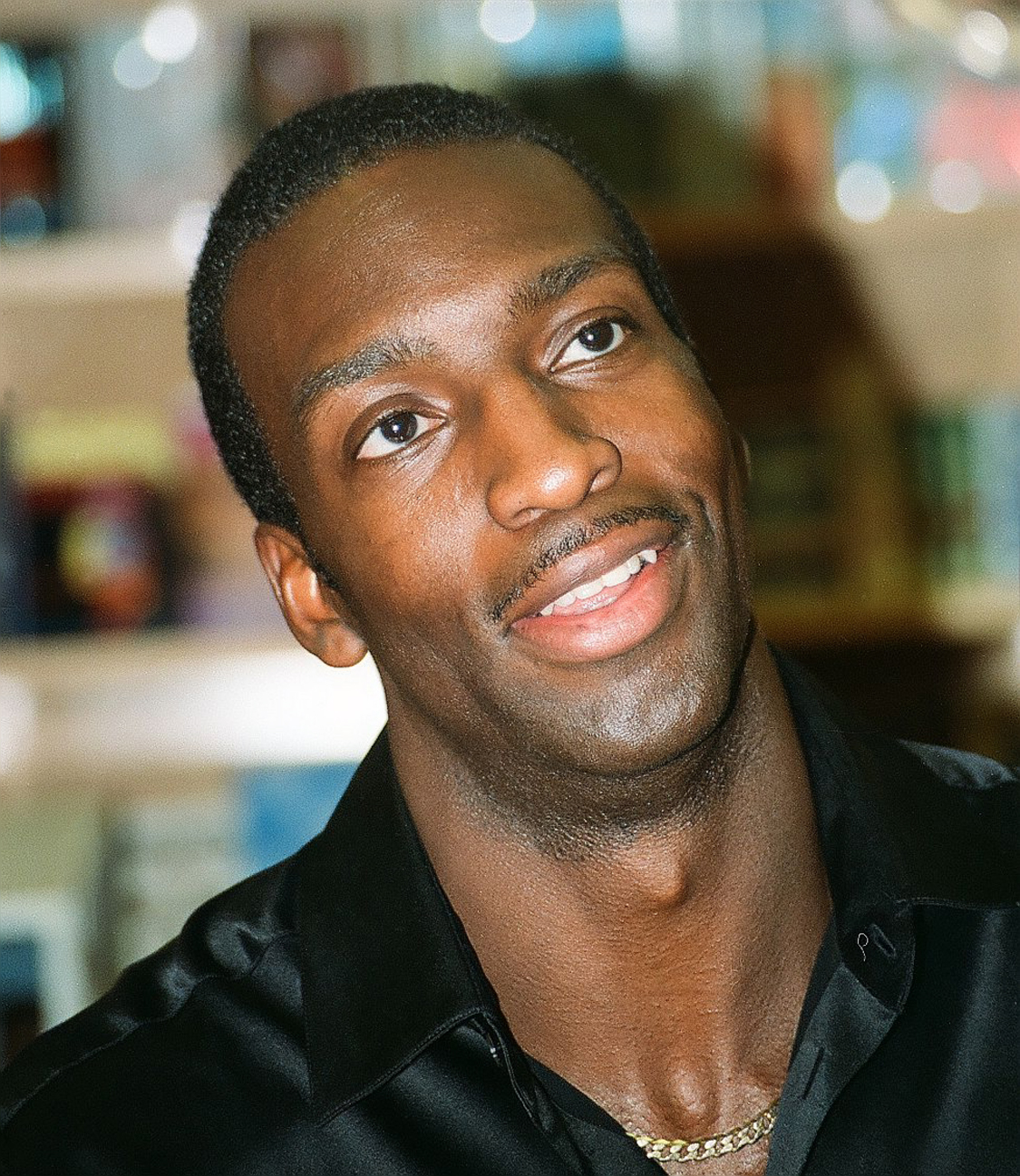
Michael Johnson wurde nach seinem Sieg 1991 über 200 Meter zum zweiten Mal Weltmeister, einen dritten Titel gab es am Schlusstag mit der US-Staffel über 4 × 400 Meter

16. August 1993, 19:27 Uhr
| Platz | Name               | Nation              | Zeit (s) |
| ----- | ------------------ | ------------------- | -------- |
| 1     | Samson Kitur       | Kenia               | 44,34    |
| 2     | Michael Johnson    | USA                 | 44,39    |
| 3     | Sunday Bada        | Nigeria             | 44,63    |
| 4     | Gregory Haughton   | Jamaika             | 44,78    |
| 5     | Ibrahim Ismail     | Katar               | 44,85    |
| 6     | Solomon Amegatcher | Ghana               | 45,58    |
| 7     | Neil de Silva      | Trinidad und Tobago | 45,66    |
| 8     | Rico Lieder        | Deutschland         | 45,75    |

## Finale
17. August 1993, 19:45 Uhr
| Platz | Name             | Nation  | Zeit (s) |
| ----- | ---------------- | ------- | -------- |
| 1     | Michael Johnson  | USA     | 43,65 CR |
| 2     | Harry Reynolds   | USA     | 44,13    |
| 3     | Samson Kitur     | Kenia   | 44,54    |
| 4     | Quincy Watts     | USA     | 45,01    |
| 5     | Sunday Bada      | Nigeria | 45,11    |
| 6     | Gregory Haughton | Jamaika | 45,63    |
| 7     | Simon Kemboi     | Kenia   | 45,65    |
| 8     | Kennedy Ochieng  | Kenia   | 45,68    |

## Video
- 1993 World Champs, 400m Mens Final, Video veröffentlicht am 5. Februar 2015 auf youtube.com, abgerufen am 7. Mai 2020